# Aristida granitica
Aristida granitica är en gräsart som beskrevs av Bryan Kenneth Simon. Aristida granitica ingår i släktet Aristida och familjen gräs. Inga underarter finns listade i Catalogue of Life.